# 亚里·林德罗斯
亚里·林德罗斯（芬蘭語：Jari Lindroos，1961年1月31日—），芬兰男子冰球运动员，场上位置是前锋。他曾代表芬兰国家队参加1992年冬季奥林匹克运动会冰球比赛，获得第七名。